# Arts mecàniques

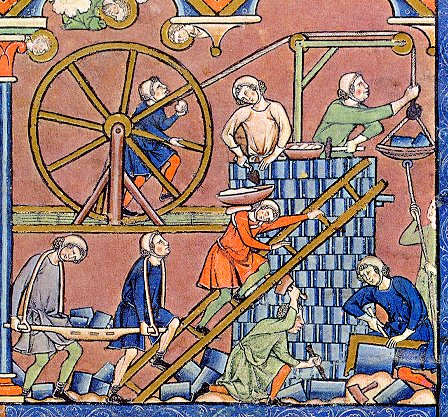
Un lloc en construcció en l'alta edat mitjana, de la Bíblia Maciejowski.

 Arts mecàniques o  arts vulgars  es com es van denominar a partir de l'antiguitat clàssica a les arts produïdes mitjançant procediments de moviment del cos físic, enfront de les que eren únicament producte del pensament, "immòbils", les arts liberals. A l'edat mitjana les arts vulgars van ser conegudes com a  arts mecàniques.

## Història
Aquesta classificació va ser elaborada per Galè al segle ii, que va dividir l'art en "arts liberals" i "arts vulgars", segons si tenien un origen intel·lectual o físic. Entre les liberals hi havia: la gramàtica, la retòrica i la dialèctica -que formaven el trivium -, i l'aritmètica, la geometria, l'astronomia i la música -que formaven el quadrivium -; les vulgars incloïen l'arquitectura, l'escultura i la pintura, però també altres activitats que avui considerem artesania.
En època medieval va continuar la divisió de l'art entre arts liberals i vulgars, però aquestes últimes van passar a anomenar-se "mecàniques". Al segle xii, Radulfo de Campo Lungo va intentar fer una classificació de les arts mecàniques, reduint-les a set, igual nombre que les arts liberals.
La posterior evolució del concepte d'art, que va culminar amb la formulació del terme belles arts per Charles Batteux el 1746 ( Les belles arts reduïdes a un únic principi ), va fer que desaparegués el concepte d'arts vulgars o mecàniques.

## Classificació
En funció de la seva utilitat cara a la societat, les va dividir en: 
- ars victuaria , per alimentar la gent;
- ars lanificaria , per vestir;
- arquitectura , per procurar-los una casa;
- ars suffragatoria , per donar-los mitjans de transport;
- ars medicinaria , que els guaria;
- ars negotiatoria , per al comerç;
- ars militaria , per defensar-se.